# Адилов, Асет Серикович
Асет Адилов (род. 27 декабря 1985) — казахский борец греко-римского стиля, призёр чемпионатов Азии.

## Биография
Родился в 1985 году в Актюбинске. В 2007 году завоевал серебряную медаль чемпионата Азии. В 2009 году принял участие в чемпионате мира, но там стал лишь 16-м. В 2012 году стал бронзовым призёром чемпионата Азии.